# Tessa Volkine
 (janvier 2019).
Si vous disposez d'ouvrages ou d'articles de référence ou si vous connaissez des sites web de qualité traitant du thème abordé ici, merci de compléter l'article en donnant les références utiles à sa vérifiabilité et en les liant à la section « Notes et références ».
Tessa Volkine est une 
actrice de théâtre de télévision et metteuse en scène française née le 3 juillet 1959 à Paris, co-présidente de l'association « actrices et acteurs de France associés » (AAFA) depuis 2014.

## Biographie

### Jeunesse et formation
Née à Paris, à l'hôpital des métallurgistes, le 3 juillet d'une mère professeure de russe en lycée et d'un père journaliste, Tessa Volkine se passionne pour le jeu dès l'âge de quatre ans. Elle commence le théâtre à seize ans, au Conservatoire de Bourg-La-Reine et au Conservatoire du 6e arrondissement de Paris sous la direction de Jean-Louis Bihoreau, Jean-Pierre Martineau et Cécile Grandin.
Après un baccalauréat A au lycée Marie Curie à Sceaux, elle entre à l'école du mime de Gérard Lebreton. En 1979, elle tourne dans I love you, Je t'aime, de George Roy Hill, et dans Je meurs de soif, j'étouffe, je ne puis crier, de Gérard Courant, qui la fera également tourner dans son Cinématon. En quittant l'école du mime, elle constitue une troupe d'artistes de rue, de cirque et de mimes, et part sur les routes de France, avec quelques tréteaux et une camionnette. L'aventure tourne court quand, au bout de quelques semaines, la camionnette tombe en panne. En rentrant à Paris, elle écrit l'Anneau Fantôme, avec le Magicien Cartamus, spectacle de magie qui se jouera à travers la France pendant une année.
Après un hiatus d'un an dans sa formation, à 21 ans, elle rejoint les cours du Studio 34 et en parallèle l'atelier de Daniel Mesguich.

### Débuts théâtraux et télévisuels
En 1981, elle rejoint la compagnie Le Théâtre de l'Ombre, avec laquelle elle commence à créer des spectacles, des ateliers de théâtre, et des nuits d'improvisation. Elle rejoint également la Ligue d'improvisation française, avec laquelle elle joue au Théâtre de l'Escalier d'Or, puis au Bataclan. Elle fait ses débuts télévisuels en 1984 dans Madame et ses Flics de Roland-Bernard, et dans Le Génie du Faux de Stéphane Kurc. C'est à partir de cette période qu'elle commence à tourner beaucoup à la télévision, tout en continuant à jouer au théâtre, notamment dans du café-théâtre, où elle joue Les Mangeuses d'Hommes de Daniel Colas, puis Drôle de Couple, une adaptation de la pièce de Neil Simon sous la direction de Jean-Luc Moreau.

### Retour vers les planches
Elle revient vers le théâtre en 1993 avec Les Vieux Os d'Olivier Charneux, où elle rencontre Marie-Do Fréval, puis en 1996 avec Si les Requins étaient des hommes de Mehmet Ulusoy. Elle participe ensuite à la création des Mots Parleurs, lectures-spectacles sous la direction de Valérie Delbore. En parallèle de cela, elle rejoint au début le Théâtre à la Carte, leader et pionnier du théâtre en entreprise en France. En 2004, elle participe aux rencontres de la Cartoucherie, invitée par Michel Cochet, où elle retrouve Marie-Do Fréval et commence à collaborer avec Nadège Prugnard, sur le spectacle M.A.M.A.E, qui se jouera régulièrement de 2004 jusqu'à ce jour. En 2006, elle intègre l'équipe de David Basant, DBA, une autre compagnie de théâtre en entreprise.

### Arrivée sur le Web, et travail en SEGPA et lycée professionnel
En 2009, elle crée et anime une émission sur la littérature En attendant... Lisons, sur la chaîne web Public G, et est chroniqueuse pour l'émission C'est du Cinéma sur cette même chaîne.
Elle est aussi intervenante en théâtre pour des classes de SEGPA à Asnières pendant plusieurs années.

### Les années 2010, Les productions du Sillon et la période Belge
En 2009, elle commence à travailler avec Catherine Schaub sur Je veux voir Mioussov, spectacle à la suite duquel elle rejoint la compagnie Les productions du Sillon, avec Catherine Schaub, Leonore Confino et Agnès Harel. Elle étend ses horizons en partant jouer en Belgique la Nostalgie de l'Avenir, d'après la Mouette de Tchekov, sous la direction de Myriam Saduis, au théâtre Océan-Nord puis au Varia, à Bruxelles, et dans une tournée à travers la France et la Belgique. Elle retrouve l'équipe des productions du Sillon avec la pièce 1300 Grammes de Léonore Confino, sous la direction de Catherine Schaub. Elle joue également, sous la direction de David Basant, Pour le Meilleur et pour le Dire, à la Manufacture des Abbesses à partir d'août 2018.

### Vers la mise en scène
Sa collaboration avec les Productions du Sillon l'amène à la mise en scène, puisqu'elle va créer des spectacles en partenariat avec la région des Yvelines, où elle recueille des paroles d'habitants, afin de créer des spectacles musicaux sur différents thèmes avec des acteurs professionnels, des travailleurs sociaux et des habitants. C'est ainsi qu'en 2012, elle crée Tranche de Quartiers, puis en 2013, Le Bruit de la machine à laver, écrit par Léonore Confino. Dans ce cadre, elle crée en tout cinq spectacles, jusqu'à son dernier, en 2018, La Joie de vivre écrit par Jalie Barcilon.

### Création et co-présidence de l'AAFA
Le 7 septembre 2014, l'association « Actrices et Acteurs de France Associés » est créée, avec pour but de protéger la spécificité d’artistes-interprètes dans le processus créatif et dans la cité. Avec l’objectif de représenter les comédiens, l'association se veut un espace de réflexion, de rencontres, d’entraides, d’échanges interprofessionnels en France et à travers le monde, et d’influence sur toutes les décisions qui concernent le métier de comédien. Elle en devient co-présidente avec Olivier Sitruk, avec pour objectif de mettre en place des passerelles et une solidarité avec les autres corps de métier du spectacle vivant et de l'audiovisuel.
Elle est membre du collectif 50/50 qui a pour but de promouvoir l’égalité des femmes et des hommes et la diversité dans le cinéma et l’audiovisuel,.